# Saint-Piat
Saint-Piat ist eine französische Gemeinde mit 1121 Einwohnern (Stand 1. Januar 2022) im Département Eure-et-Loir in der Region Centre-Val de Loire.

## Geografie
Saint-Piat besteht aus dem Ortskern und den zwei Weilern Grogneul und Changé. Es liegt 13 Kilometer nordöstlich von Chartres zwischen Mévoisins im Nordosten und Chartainvilliers im Südwesten. Die Eure fließt durch das Gemeindegebiet.

## Geschichte
Im Weiler Changé stehen Dolmen, deren Funktion bei Ausgrabungen von 1983 bis 2000 näher untersucht wurden. Es handelt sich um eine Begräbnisstätte aus der Jungsteinzeit. Die Gegend war also schon zu jener Zeit besiedelt. 
Die Gemeinde wurde nach einem lokalen Heiligen (Piatus) benannt, der im 5. Jahrhundert geköpft wurde. Im 18. Jahrhundert hieß die Gemeinde Saint-Piat sur Eure, weil die Eure durch den Ortskern fließt. Während der Französischen Revolution (1789–1799) wurde sie in Martel-les-Vaux umbenannt, weil religiöse Ortsnamen nicht erwünscht waren. 1793 erhielt Saint-Piat den Status einer Gemeinde und 1801 das Recht auf kommunale Selbstverwaltung.
Im Jahre 1849 erhielt Saint-Piat eine Bahnstation der Linie Paris-Chartres. 1863 wurden die Weinberge von der Reblaus befallen, das bedeutete das Ende des Weinbaus in Saint-Piat.

### Einwohnerentwicklung
- 1962: 0631
- 1968: 0679
- 1975: 0832
- 1982: 0836
- 1990: 1009
- 1999: 1091
- 2009: 1147
- 2018: 1155

## Verkehr
Saint-Piat liegt an der Bahnstrecke Paris–Brest und wird im Regionalverkehr mit TER-Zügen bedient.

## Sehenswürdigkeiten

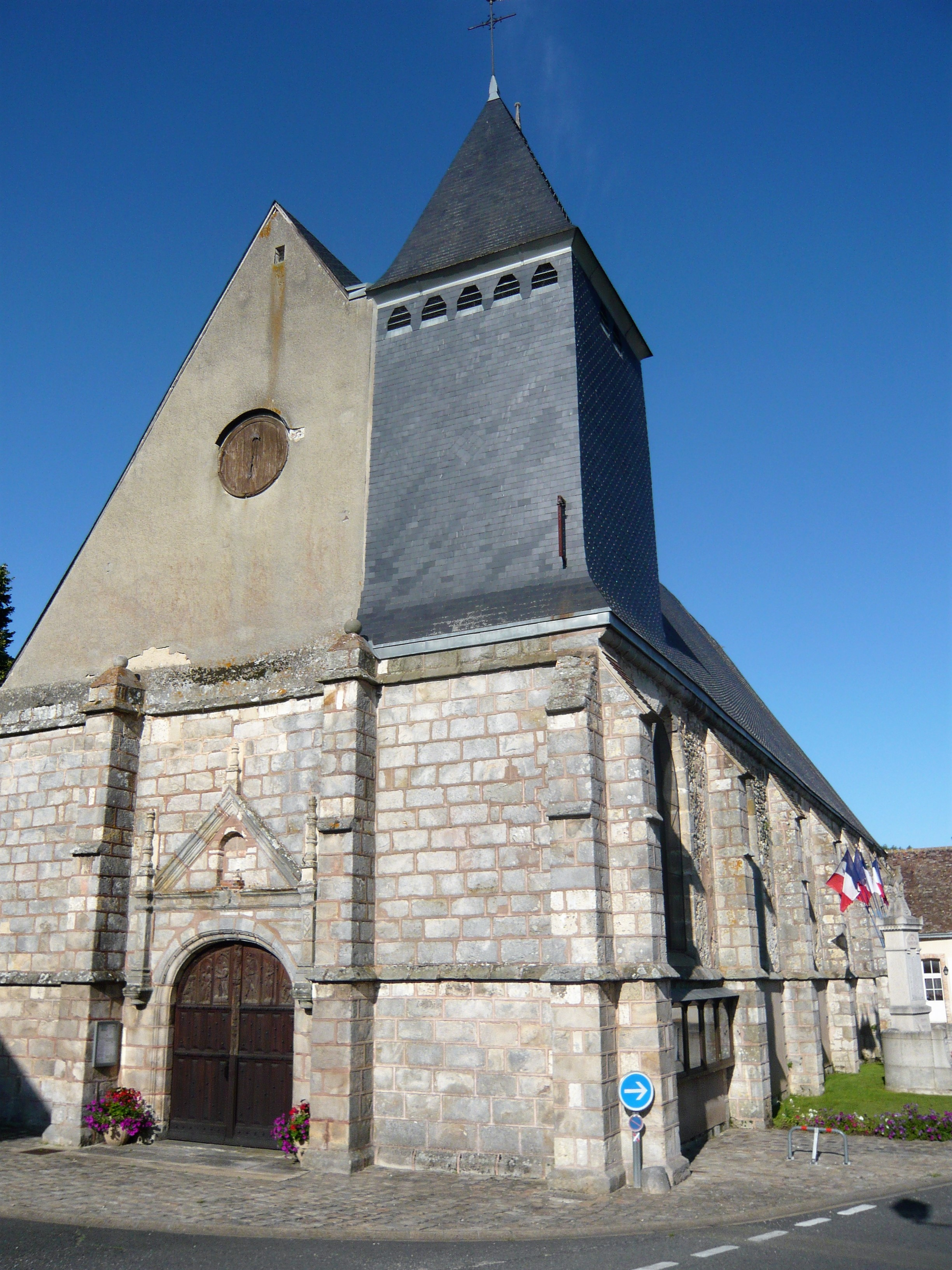
Kirche Saint-Piat

Der Dolmen de la Grenouille liegt an der Rue des Dolmens (D 6), am Ortsausgang des Dorfes Changé in Saint-Piat.
Der erste Brennofen der Ziegelei Lambert wurde 1859 in Betrieb genommen. Die Ziegelei lag in der Nähe einer Ton- und einer Sandgrube sowie der Bahnstation. Zwischen 1880 und 1910 wurde ein Hoffmannscher Ringofen installiert, der bis heute gut erhalten ist. Die Ziegelei wurde von der gleichen Familie betrieben, bis der letzte Ziegler James Lambert 1997 verstarb. Die Ziegelei wurde geschlossen, es war die letzte Ziegelei in Eure-et-Loir. Sie befindet sich im Privatbesitz und wurde 1999 in das Zusatzverzeichnis der Monuments historiques eingetragen.
Zwei Fenster eines Fachwerkhauses aus dem 16. Jahrhundert im Ortskern von Saint-Piat befinden sich noch im Originalzustand. Sie sind ebenfalls in das Zusatzverzeichnis der Monuments historiques eingetragen.
In der Kirche Saint-Piat befinden sich mehrere Objekte, die als Monument historique klassifiziert sind, darunter ein Stuhl im Stil Louis-seize, eine armlose Statue des Heiligen Piatus aus dem 16. Jahrhundert und ein bronzenes Weihwasserbecken von 1474.